# Montenegro (kommunhuvudort)
Montenegro är en kommunhuvudort i Brasilien.   Den ligger i kommunen Montenegro och delstaten Rio Grande do Sul, i den södra delen av landet, 1 600 km söder om huvudstaden Brasília. Montenegro ligger 21 meter över havet och antalet invånare är 54 057.
Terrängen runt Montenegro är platt. Montenegro är det största samhället i trakten.
I omgivningarna runt Montenegro växer i huvudsak städsegrön lövskog. Runt Montenegro är det tätbefolkat, med 257 invånare per kvadratkilometer.